# Raimondo
Raimondo  è un nome proprio di persona italiano maschile.

## Varianti
- Maschili: Rimondo[1]
  - Alterati: Raimondino, Rimondino[1], Raimondello
  - Ipocoristici: Mondo, Mondino[1], Mondilio
- Femminili: Raimonda[4], Ramona[3]
  - Alterati: Raimondina

### Varianti in altre lingue
- Asturiano: Mundo[5]
- Basco: Erramun[2], Erraimunda[5]
- Catalano: Ramon[2][5], Raimund[5]
  - Femminili: Ramona[5]
- Finlandese: Raimo[2], Reima[2]
- Francese: Raymond[2]
  - Femminili: Raymonde[4]
- Francese antico: Raymund[6]
- Germanico: Raginmund[2][3][6][7], Ragamund[7], Regimund[7], Raimund[2][7]

- Inglese: Raymond[2][6], Raymund[2]
  - Ipocoristici: Ray[2]
- Irlandese: Réamann[2]
  - Forme anglicizzate: Redmond[2], Redmund[2]
- Latino: Rachimundus[3], Ragemundus, Raymundus[1]
- Lettone: Raimonds[2]
- Limburghese: Remao[2]
  - Ipocoristici: Mao[2]
- Lituano: Raimondas[2]

- Polacco: Rajmund[2]
- Portoghese: Raimundo[2]
- Portoghese brasiliano: Raymundo[2]
- Rumeno: Raimund
  - Femminili: Ramona[4]
- Sloveno: Rajmund[2]
- Spagnolo: Ramón[2][5], Raimundo[2][5], Raymundo[2]
  - Femminili: Ramona[4][5]
- Tedesco: Raimund[2], Reimund[2]
  - Femminili: Raimunde[4]

## Origine e diffusione

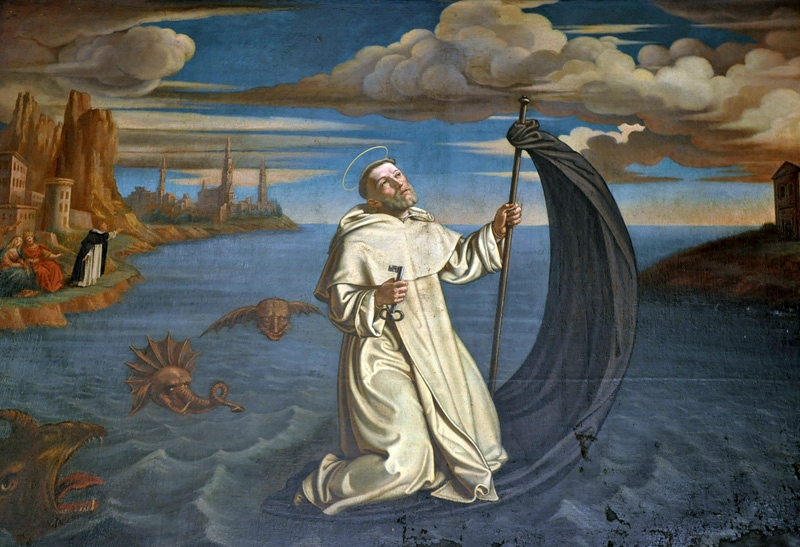
San Raimondo di Peñafort in un dipinto di Tommaso Dolabella

Deriva dal nome germanico, per la precisione longobardo e di tradizione francone, Raginmund, latinizzato in Rachimundus o Ragemundus. In Italia, dove è attestato dal IX secolo, è giunto probabilmente tramite il francese antico Raimont, mentre in Inghilterra venne portato dai normanni, nella forma Reimund.
Dal punto di vista etimologico, è composto dalle radici ragin (o ragan, "consiglio", "consiglio divino", "senno") e mund (o munda, "difesa", "protezione", "protettore"); il significato complessivo, quindi, può essere interpretato come "che protegge col consiglio", "protezione divina" o "colui che ha il senno come difesa", cioè "intelligente".
La diffusione del nome è stata aiutata da diversi personaggi storici e da un certo numero di santi medievali, in buona parte francesi e spagnoli; in parte, può aver contribuito alla diffusione anche il personaggio così chiamato nella Gerusalemme liberata di Torquato Tasso. Ad oggi, è diffuso in tutta Italia, soprattutto nel Nord. La forma femminile spagnola, Ramona, venne popolarizzata anche al di fuori della penisola iberica dall'omonimo film del 1928, e dalla relativa canzone.

## Onomastico
L'onomastico si può festeggiare in memoria di più santi, fra i quali, alle date seguenti:
- 6 gennaio, san Raimondo de Blanes, protomartire dell'ordine mercedario, ucciso a Granada[9]
- 7 gennaio (o 23 gennaio[8]), san Raimondo di Peñafort, sacerdote domenicano[9]
- 1º febbraio, san Raimondo di Fitero, abate presso Ciruelos[5][9]
- 29 maggio, beati Raimondo Carbonier, sacerdote francescano, e Raimondo da Cortisan, arcidiacono di Lézat, martiri
- 26 giugno, beato Raimondo Petiniaud de Jourgnac, arcidiacono di Limoges, uno dei martiri dei pontoni di Rochefort[9]
- 29 giugno, beato Raimondo Lullo, terziario francescano, filosofo, scrittore e missionario, martire a Maiorca[9]
- 27 luglio, san Raimondo Zanfogni, padre di famiglia e vedovo[9]
- 31 agosto, san Raimondo Nonnato, religioso mercedario[5][8][9]
- 5 ottobre, beato Raimondo da Capua, maestro generale dell'Ordine domenicano[9]

## Persone

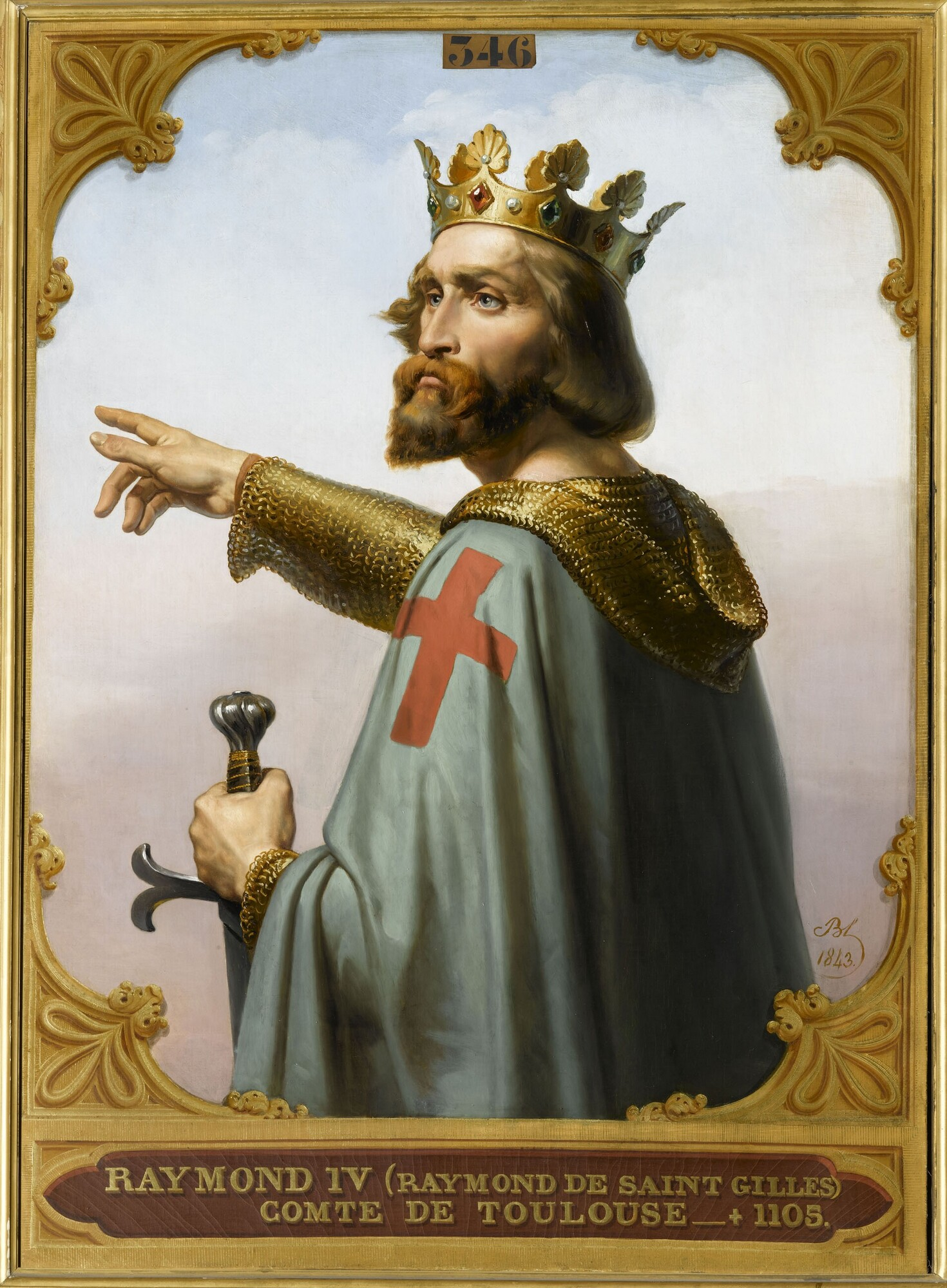
Raimondo IV di Tolosa

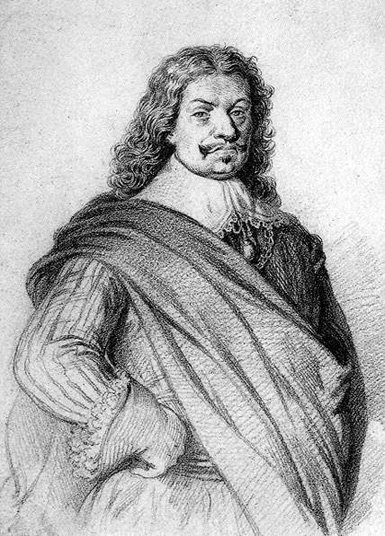
Raimondo Montecuccoli

- Raimondo Borrell di Barcellona, conte di Barcellona, Girona e Osona
- Raimondo Berengario I di Barcellona, conte di Barcellona, Girona, Osona e Carcassonne
- Raimondo Berengario IV di Provenza, conte di Provenza e di Forcalquier
- Raimondo IV di Tolosa, o di Saint-Gilles, conte di Tolosa, Margravio di Provenza e uno dei baroni della Prima Crociata
- Raimondo VI di Tolosa, detto il Vecchio, conte di Melgueil e di Tolosa, duca di Narbona e marchese di Provenza
- Raimondo de Cardona, generale spagnolo e viceré di Napoli
- Raimondo di Sangro, esoterista, inventore, anatomista, alchimista e accademico italiano
- Raimondo D'Aronco, architetto italiano
- Raimondo D'Inzeo, cavaliere italiano
- Raimondo Lullo, filosofo, scrittore, teologo, logico, mistico e missionario catalano
- Raimondo Martí, religioso e intellettuale catalano
- Raimondo Montecuccoli, militare, politico e scrittore italiano
- Raimondo Todaro, ballerino e personaggio televisivo italiano
- Raimondo Vianello, attore, conduttore televisivo e sceneggiatore italiano

### Variante Raimundo
- Raimundo Jose da Cunha Mattos, militare e storico brasiliano
- Raimundo Fagner, cantante, musicista, attore e produttore musicale brasiliano
- Raimundo Orsi, calciatore argentino naturalizzato italiano
- Raimundo Irineu Serra, vero nome di Mestre Irineu, religioso brasiliano
- Raimundo Fernández Villaverde, politico spagnolo

### Variante Raymond

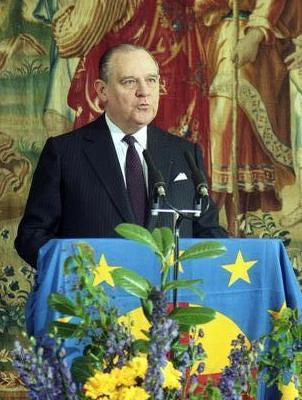
Raymond Barre

- Raymond Aron, sociologo, filosofo e giornalista francese
- Raymond Barre, economista e politico francese
- Raymond Edward Brown, religioso e biblista statunitense
- Raymond Burr, attore canadese naturalizzato statunitense
- Raymond Carver, scrittore, poeta e saggista statunitense
- Raymond Davis Jr., chimico e fisico statunitense
- Raymond Domenech, calciatore e allenatore di calcio francese
- Raymond Hatton, attore statunitense
- Raymond Queneau, scrittore, poeta e drammaturgo francese
- Raymond Séré de Rivières, militare e ingegnere francese
- Raymond Unwin, architetto e urbanista britannico

### Variante Ramón

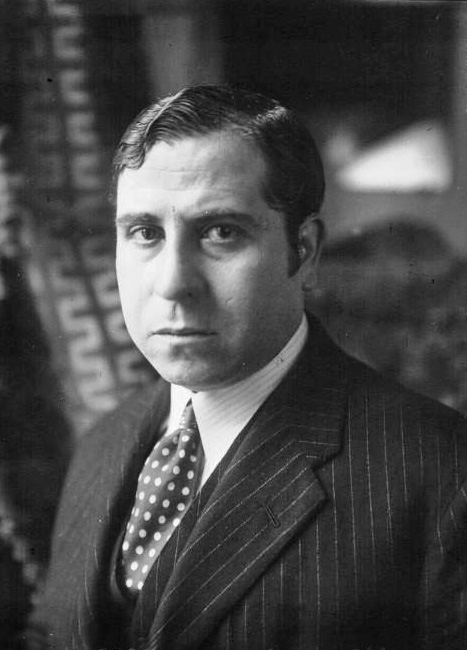
Ramón Gómez de la Serna

- Ramón María del Valle-Inclán, poeta, scrittore e drammaturgo spagnolo
- Ramón del Castillo, conosciuto anche semplicemente come Ramón, cantante spagnolo
- Ramón Díaz, calciatore e allenatore di calcio argentino
- Ramón Gómez de la Serna, scrittore e aforista spagnolo
- Ramón Ibarra, attore spagnolo
- Ramón Magsaysay, politico filippino
- Ramón Mercader, agente segreto spagnolo
- Ramón Novarro, attore e regista messicano

### Variante Ray
- Ray Allen, cestista statunitense
- Ray Charles, cantante e pianista statunitense
- Ray Liotta, attore statunitense

### Altre varianti maschili

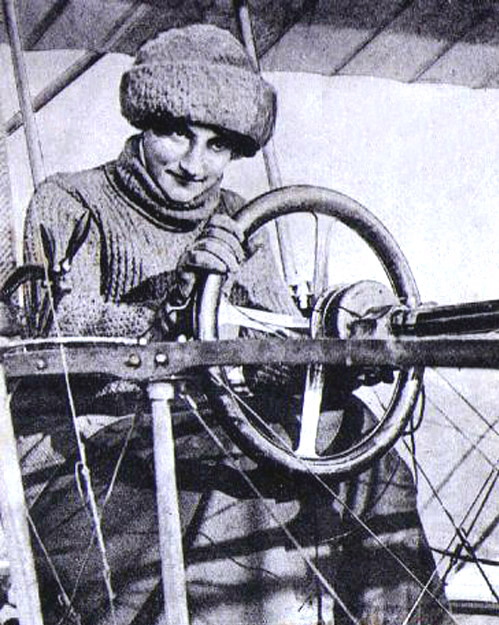
Raymonde de Laroche

- Mondino dei Liuzzi, anatomista e medico italiano
- Raimon Escrivan, trovatore francese
- Raimo Heino, scultore, designer e medaglista finlandese
- Raimon Jordan, trovatore francese
- Reima Pietilä, architetto finlandese
- Raymund Ferdinand von Rabatta, vescovo cattolico tedesco

### Variante femminile Raymonde
- Raymonde Allain, modella francese

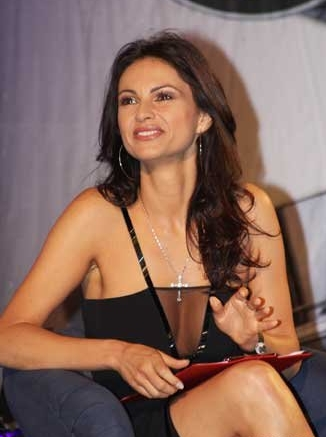
Ramona Badescu

- Raymonde de Laroche, aviatrice francese
- Raymonde Pécheux, schermitrice francese

### Variante femminile Ramona
- Ramona Badescu, attrice, showgirl e cantante rumena naturalizzata italiana
- Ramona Cataleta, schermitrice italiana
- Ramona Dell'Abate, conduttrice televisiva italiana
- Ramona Langley, attrice statunitense
- Ramona Neubert, atleta tedesca
- Ramona Pagel, atleta statunitense
- Ramona Portwich, canoista tedesca
- Ramona Puerari, pallavolista italiana
- Ramona Roth, fondista tedesca
- Ramona Siebenhofer, sciatrice alpina austriaca
- Ramona Trinidad Iglesias-Jordan, supercentenaria portoricana

## Il nome nelle arti
- Ramona è la protagonista del romanzo omonimo di Helen Hunt Jackson.
- Ramona Vega, personaggio del film Le ragazze di Wall Street - Business Is Business, del 2019 diretto da Lorene Scafaria.
- Ramona Flowers è un personaggio di Scott Pilgrim.